# Куп пет нација 1959.
Куп пет нација 1959. (службени назив: 1959 Five Nations Championship) је било 65. издање овог најелитнијег репрезентативног рагби такмичења Старог континента. а 30. издање Купа пет нација.
Трофеј је завршио у рукама француских рагбиста.

## Такмичење
Француска - Шкотска 9-0
Велс - Енглеска 5-0
Шкотска - Велс 6-5
Ирска - Енглеска 0-3
Енглеска - Француска 3-3
Шкотска - Ирска 3-8
Велс - Ирска 8-6
Енглеска - Шкотска 3-3
Француска - Велс 11-3
Ирска - Француска 9-5

## Табела
|   | Селекција                      | ИГ | Д | Н | И | ПД | ПП | ПР  | Б |  |
| - | ------------------------------ | -- | - | - | - | -- | -- | --- | - |  |
| 1 | Рагби репрезентација Француске | 4  | 2 | 1 | 1 | 28 | 15 | +13 | 5 |  |
| 2 | Рагби репрезентација Енглеске  | 4  | 2 | 0 | 2 | 23 | 19 | +4  | 4 |  |
| 2 | Рагби репрезентација Велса     | 4  | 2 | 0 | 2 | 21 | 23 | -2  | 4 |  |
| 2 | Рагби репрезентација Шкотске   | 4  | 1 | 2 | 1 | 9  | 11 | -2  | 4 |  |
| 5 | Рагби репрезентација Ирске     | 4  | 1 | 1 | 2 | 12 | 25 | -13 | 3 |  |

| Победник Купа пет нација 1959.              |
| ------------------------------------------- |
| Француска 1. титула првака Европе у рагбију |